# Mark Fistric
Mark Fistric (* 1. Juni 1986 in Edmonton, Alberta) ist ein ehemaliger kanadischer Eishockeyspieler, der im Verlauf seiner aktiven Karriere zwischen 2002 und 2015 unter anderem 339 Spiele für die Dallas Stars, Edmonton Oilers und Anaheim Ducks in der National Hockey League auf der Position des Verteidigers bestritten hat.

## Karriere

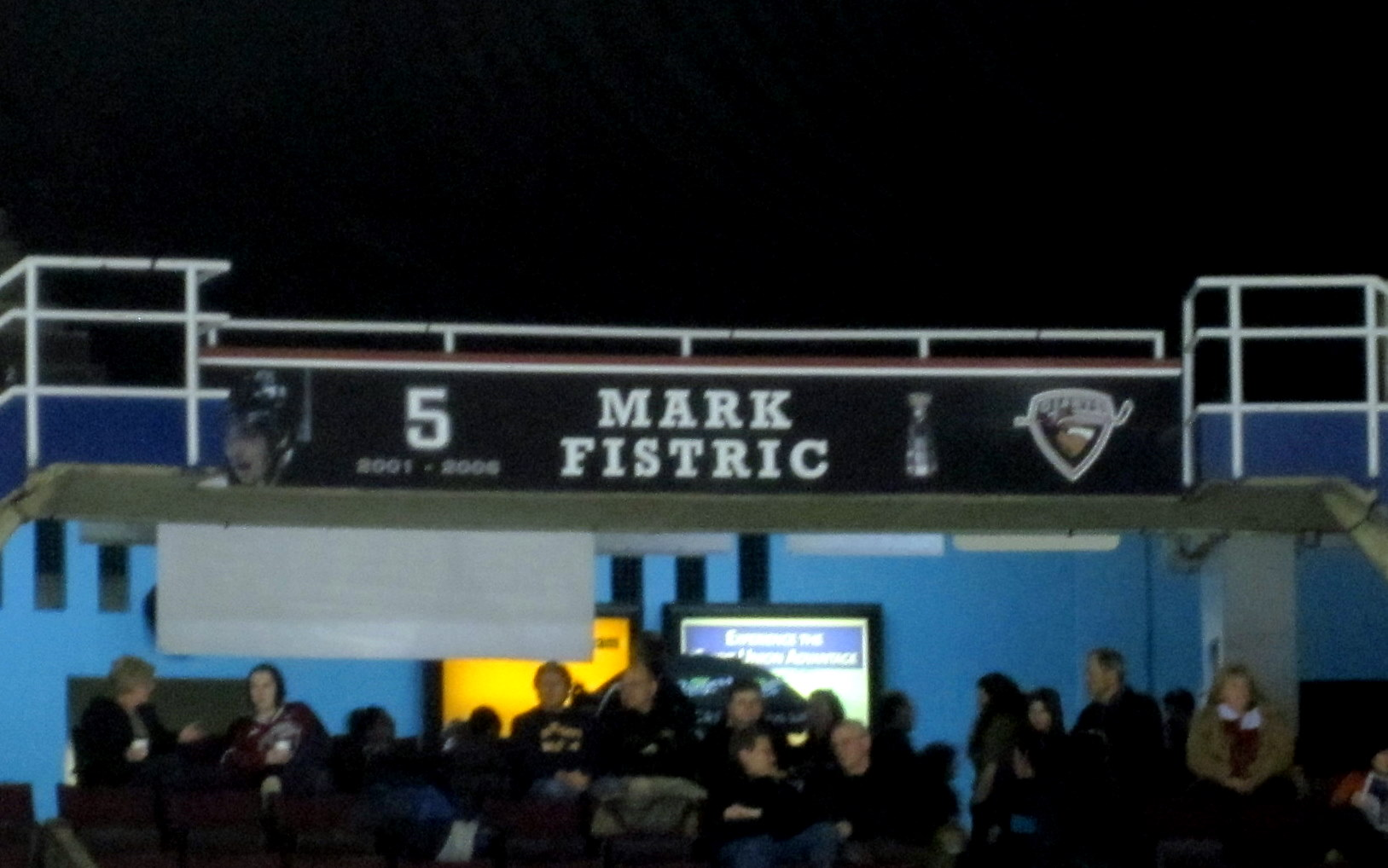
Fistrics Banner im Giants Ring of Honour im Pacific Coliseum

Fistric spielte zunächst von 2000 bis 2002 für den Maple Leaf Athletic Club in der Alberta Midget Hockey League. Im Verlauf der Saison 2001/02 gab er sein Debüt bei den Vancouver Giants aus der Western Hockey League, zu deren Stammkader er ab dem Herbst 2002 gehörte. Vor seinem endgültigen Wechsel in die WHL erhielt er in der AMHL die Brian Benning Trophy als bester Verteidiger der Liga. Mit den Giants verlebte Fistric vier erfolgreiche Jahre, die in seinem letzten Jahr mit dem Gewinn des President’s-Cup und der Teilnahme am Memorial Cup gekrönt wurden. Darüber hinaus hatte er 2004 am Top Prospects Game der Canadian Hockey League teilgenommen und war im NHL Entry Draft 2004 in der ersten Runde an 28. Stelle von den Dallas Stars ausgewählt worden. Für seine Verdienste bei den Vancouver Giants wurde er am 23. Januar 2011 als dritter Spieler in den Giants Ring of Honour im Pacific Coliseum aufgenommen.
Im Sommer 2006 wechselte Fistric in das Franchise der Dallas Stars, wo er zunächst eineinhalb Jahre für das Farmteam Iowa Stars in der American Hockey League spielte. Der Rookie sicherte sich in Iowa umgehend einen Stammplatz und schaffte Mitte der Saison 2007/08 den Sprung in den NHL-Kader zu den Dallas Stars. Dort kam der Verteidiger zunächst nur sporadisch zu Einsätzen und so verbrachte er große Teile der Spielzeit 2008/09 bei den Manitoba Moose in der AHL. Mit den Moose erreichte Fistric das Calder-Cup-Finale, der Endrunde um die AHL-Meisterschaft. Dort unterlag Manitoba den Hershey Bears in der Best-of-Seven-Serie nach sechs Spielen mit 2:4.
Ab Beginn des Spieljahres 2009/10 gehörte Mark Fistric fest zum Stammkader der Dallas Stars. In seiner ersten vollen Saison in der National Hockey League absolvierte der Abwehrspieler 67 Partien. Dabei gelang ihm am 22. Oktober 2009 bei einem Spiel der Stars gegen die Los Angeles Kings auch sein erstes NHL-Tor. Am 14. Januar 2013 wurde er im Austausch für ein Drittrunden-Wahlrecht im NHL Entry Draft 2013 zu den Edmonton Oilers transferiert. Für die Saison 2013/14 wurde Fistric von den Anaheim Ducks verpflichtet.

## Erfolge und Auszeichnungen
- 2004 Teilnahme am CHL Top Prospects Game
- 2006 President’s-Cup-Gewinn mit den Vancouver Giants

## Karrierestatistik
(Legende zur Spielerstatistik: Sp oder GP = absolvierte Spiele; T oder G = erzielte Tore; V oder A = erzielte Assists; Pkt oder Pts = erzielte Scorerpunkte; SM oder PIM = erhaltene Strafminuten; +/− = Plus/Minus-Bilanz; PP = erzielte Überzahltore; SH = erzielte Unterzahltore; GW = erzielte Siegtore; 1 Play-downs/Relegation; Kursiv: Statistik nicht vollständig)